# Напад на Таранто
Ваздушни напад на Таранто, кодног назива Операција Пресуда, такође познат као Тарантска ноћ, догодио се у ноћи са 11. - 12. новембра 1940. током Другог светског рата. Британска морнарица је тада извела свој први искључиво ваздушни напад у историји, користећи мали број торпедних авиона са само једног носача авиона и напавши бродове италијанске морнарице у луци Таранто. Ефекти напада наговестили су долазак нове, ере ваздушне силе у поморском ратовању.
Напад је тешко оштетио италијанску морнарицу, која је изгубила 3 бојна брода. Наводно је напад инспирисао Јапанце за напад на Перл Харбор.

## Позадина
Након уласка Италије у Други светски рат 10. јуна 1940. године, главнина италијанске ратне флоте базирана је у ратној луци Таранто одакле је најповољније могла деловати против Британске Краљевске ратне морнарице која је оперисала у Медитерану. Наравно, Британцима никако није одговарало базирање италијанских ратних бродова у луци Таранто. Нимало не потцењујући италијанску ратну морнарицу, британски адмиралитет испланирао је напад торпедног ваздухопловства на бродовље у луци Таранто.
У спољној луци било је базирано 6 бојних бродова, 3 тешке крстарице и 8 разарача, а у унутрашњој луци биле су базиране још 4 тешке крстарице, 3 лаке крстарице и 19 разарача. Сви бродови у спољној луци заштићени су противторпедним мрежама које стижу до дубине од 10 m, међутим, уместо планираних 12.800 m мрежа развучено је свега око 4.200 m. У ваздуху изнад бојних бродова налазили су се противавионски балони (укупно 87 балона). Но, непосредно пре напада задувао је снажан ветар и отргнуо 60 балона. Ипак, на копну је било 21 ПВО група које су имале по 101 ПВ топ, 84 тешких и 109 лаких ПВ митраљеза, уз 22 снажна рефлектора и 13 прислушних направа за рано откривање авиона. Ратни бродови имали су заповест да не отварају ПВ паљбу како не би открили своје положаје у луци, међутим, директно нападнути бродови од непријатељских авиона могли су слободно отварати паљбу.

## Операција Пресуда
У ноћи 11. новембра британски носач авиона Илустријус у пратњи 4 крстарице и 4 разарача издвојио се из састава веће скупине британских ратних бродова који су се кретали према Малти и око 20:30 часова заузео позицију за напад на луку Таранто. Носач авиона био је на око 180 mi (290 km) југоисточно од луке Таранто, а напад је требало извести у два нападачка таласа у којима би се налазило по 12 авиона од чега је 6 торпедних авиона Фери Сордфиш. Током лета покварила су се три авиона, па је у напад кренуо 21 авион. Око 22:50 италијанске посаде откриле су авионе, па је запречну противавионску паљбу отворила група на рту Сан Вито. Осам минута касније два британска бомбардера избацила су осветљавајуће бомбе које су осветлиле спољну луку. Бомбардери су напали резервоаре са горивом, а торпедни авиони бродове с торпедима подешеним на дубину од 10,5 m.
У око 23:20 часова авиони из првог таласа су се повукли, након чега, у 23:30 је наишао други нападни талас. Напад је потрајао све до 01-02 часова, а онда су се британски авиони окренули натраг према свом носачу авиона. Италијанска ПВО оборила је два британска авиона.

## Последице
Упркос јакој противваздушној паљби, британски авиони Сордфиш потопили су италијански бојни брод Конте ди Кавур и оштетили бојне бродове Литоријо и Кајо Дуилијо. Такође, оштећена је и крстарица Тренто. 59 морнара погинуло је на погођеним бродовима. Са друге стране, италијанска ПВО успела је да обори само два британска авиона.
Поправке на италијанским бродовима потрајали су 6 месеци. Напад је омогућио Британцима, барем привремено, превласт на Медитерану, коју су у потпуности добили тек након нерешене битке код Спартивента и победе код Матапана.